# Marton (Chirbury with Brompton)
Marton – wieś w Anglii, w hrabstwie Shropshire. W latach 1870–1872 osada liczyła 328 mieszkańców. Marton jest wspomniana w Domesday Book (1086) jako Mertune.